# ابو جبار
ابو جبار (به عربی: أبو جبار) یک روستا در سوریه است که در ناحیه تادف واقع شده‌است. ابو جبار ۲٬۸۲۱ نفر جمعیت دارد.